# Galeruca macchoi
Galeruca macchoi  (лат.) — вид листоедов (Chrysomelidae) из подсемейства козявок (Galerucinae). Эндемик Испании.

## Описание
Тело овальной формы, яйцевидное. Голова широкая, несколько наклонная, с лобными бугорками, вершины которых заходят между усиковыми впадинами. Переднеспинка уже надкрылий, поперечная. Её боковые края окаймленные. Надкрылья расширены кзади, со спутанной пунктировкой. Ноги толстые. Задние бедра не утолщенные.